# Censo de Palestina (1922)
El censo de Palestina de 1922 fue el primer censo llevado a cabo por las autoridades del Mandato británico de Palestina. Fue publicado el 23 de octubre de 1922.
La población de Palestina era por aquel entonces de 757.182 habitantes, incluido el personal militar y aquellos con nacionalidad extranjera.  La división por credos era de 590.390 musulmanes (78%), 83.694 judíos (11%), 73.024 cristianos (9,65%), 7.028 drusos (1%), 408 sijs, 265 bahaíes, 156 metawalis (musulmanes chiíes) y 163 samaritanos.

## Desarrollo
Los censos llevados a cabo por el Imperio Otomano, el más reciente de ellos en 1914 (musulmanes 76%, judíos 13% y cristianos 10%), habían tenido como propósito la imposición de impuestos o la contabilización de hombres disponibles para el servicio militar. Por este motivo, el anuncio de un censo era bastante impopular y se realizaron esfuerzos previos para tranquilizar a la población. Por lo general, se considera que dichos esfuerzos tuvieron éxito en casi todos los casos, salvo por los beduinos del distrito de Beerseba, que se negaron a cooperar. Fueron reclutados un gran número de oficiales del censo, supervisados por 296 revisores, que visitaron cada casa en Palestina con atención especial para las personas que carecían de dirección fija. Siempre que fue posible, se usaron oficiales del censo de la misma religión que los ocupantes de la casa a la que iban a tomar datos.
Los habitantes beduinos del distrito sur que se negaron a cooperar fueron contados de manera aproximada, utilizando recuentos de casas y registros de diezmos, lo que llevó a una estimación final de 72.898 personas para aquel sector.
Una serie de pueblos en la frontera norte del Mandato no fueron censados porque estaban todavía bajo control francés, a pesar de encontrarse oficialmente en Palestina según el acuerdo Paulet-Newcombe de 1920. Transjordania tampoco fue censada.

## Publicación
Un resumen de los resultados del censo apareció publicado en un volumen: 
J. B. Barron, ed. (1923). Palestine: Report and General Abstracts of the Census of 1922. Government of Palestine.  (58 páginas)
Contiene la población de cada pueblo y aldea dividida por religión y sexo, así como resúmenes para cada distrito y para toda Palestina. También incluye tablas con cálculos de población según su confesión cristiana, edad, estado marital e idioma.

## Religión mayoritaria de las principales ciudades
Musulmanes en Jaffa (43,3%), Haifa (38%), Gaza (95,6%), Hebrón  (97%), Nablus (95,5%) y Safed (62%).
Judíos en Jerusalén  (54,3%) y Tiberíades (63,7%).
Cristianos en Nazaret (65,8%), Belén (87,7%), Ramala (95,75%) y Beit Jala (98,7%).